# Otacilia
Otacilia es un género de arañas araneomorfas de la familia Phrurolithidae. Se encuentra en el este de Asia y sudeste de Asia.

## Especies
Según The World Spider Catalog 12.0:
- Otacilia acerosa Yao, Irfan & Peng, 2019 — China
- Otacilia acuta Fu, Zhang & Zhang, 2016 — China
- Otacilia acutangula Liu, 2020 — China
- Otacilia ailan Liu, Xu, Xiao, Yin & Peng, 2019 — China
- Otacilia ambon Deeleman-Reinhold, 2001 — Indonesia (Moluccas)
- Otacilia annula (Zhou, Wang & Zhang, 2013) — China
- Otacilia antica (Wang, Chen, Zhou, Zhang & Zhang, 2015) — China
- Otacilia arcuata Mu & Zhang, 2021 — China
- Otacilia armatissima Thorell, 1897 — Myanmar
- Otacilia aurita Fu, Zhang & Zhang, 2016 — China
- Otacilia bawangling Fu, Zhang & Zhu, 2010 — China
- Otacilia biarclata Fu, He & Zhang, 2015 — China
- Otacilia bicolor Jäger & Wunderlich, 2012 — Laos
- Otacilia bifida (Yin, Ubick, Bao & Xu, 2004) — China
- Otacilia bifurcata Dankittipakul & Singtripop, 2014 — Tailandia
- Otacilia bijiashanica Liu, 2020 — China
- Otacilia bizhouica Liu, 2020 — China
- Otacilia cangshan (Yang, Fu, Zhang & Zhang, 2010) — China
- Otacilia celata (Fu, Chen & Zhang, 2016) — China
- Otacilia christae Jäger & Wunderlich, 2012 — Laos
- Otacilia clavata (Yao, Irfan & Peng, 2019) — China
- Otacilia coreana (Paik, 1991) — Corea, Rusia (Kurile Is.), Japón
- Otacilia curvata Jin, Fu, Yin & Zhang, 2016 — China
- Otacilia dadongshanica Liu, 2021 — China
- Otacilia daweishan Liu, Xu, Xiao, Yin & Peng, 2019 — China
- Otacilia daxiang Du, Pu & Yang, 2013 — China
- Otacilia dentigera Mu & Zhang, 2021 — China
- Otacilia dianchiensis (Yin, Peng, Gong & Kim, 1997) — China
- Otacilia digitata Fu, Zhang & Zhang, 2016 — China
- Otacilia ensifera Mu & Zhang, 2021 — China
- Otacilia fabiformis Liu, Xu, Xiao, Yin & Peng, 2019 — China
- Otacilia fanjingshan (Wang, Chen, Zhou, Zhang & Zhang, 2015) — China
- Otacilia fansipan Jäger & Dimitrov, 2019 — Vietnam
- Otacilia fausta (Paik, 1991) — Corea
- Otacilia flexa Fu, Zhang & Zhang, 2016 — China
- Otacilia florifera Fu, He & Zhang, 2015 — China
- Otacilia forcipata Yang, Wang & Yang, 2013 — China
- Otacilia foveata (Song, 1990) — China
- Otacilia fujiana Fu, Jin & Zhang, 2014 — China
- Otacilia gougunao Liu, 2020 — China
- Otacilia hamata (Wang, Zhang & Zhang, 2012) — China
- Otacilia hengshan (Song, 1990) — China
- Otacilia hippocampa Jin, Fu, Yin & Zhang, 2016 — China
- Otacilia involuta (Yao, Irfan & Peng, 2019) — China
- Otacilia jiandao Liu, Xu, Xiao, Yin & Peng, 2019 — China
- Otacilia jianfengling Fu, Zhang & Zhu, 2010 — China
- Otacilia kamurai Ono & Ogata, 2018 — Japón
- Otacilia kao Jäger & Wunderlich, 2012 — Tailandia, Vietnam
- Otacilia komurai (Yaginuma, 1952) — China, Corea, Japón
- Otacilia lata Yao, Irfan & Peng, 2019 — China
- Otacilia leibo Fu, Zhang & Zhang, 2016 — China
- Otacilia limushan Fu, Zhang & Zhu, 2010 — China
- Otacilia liupan Hu & Zhang, 2011 — China
- Otacilia longa (Fu, Chen & Zhang, 2016) — China
- Otacilia longituba Wang, Zhang & Zhang, 2012 — China
- Otacilia longtanica Liu, 2020 — China
- Otacilia loriot Jäger & Wunderlich, 2012 — Laos
- Otacilia lubrica Mu & Zhang, 2021 — China
- Otacilia luna (Kamura, 1994) — Japón
- Otacilia luzonica (Simon, 1898) — Filipinas
- Otacilia lynx (Kamura, 1994) — Taiwán, Japón
- Otacilia macrospora Fu, Z. S. Zhang & F. Zhang, 2016 — China
- Otacilia meles Kamura, 2021 — Japón
- Otacilia microstoma Wang, Chen, Zhou, Zhang & Zhang, 2015 — China
- Otacilia mingsheng Yang, Wang & Yang, 2013 — China
- Otacilia mira Fu, Zhang & Zhang, 2016 — China
- Otacilia mustela Kamura, 2008 — Japón
- Otacilia namkhan Jäger & Wunderlich, 2012 — Laos
- Otacilia nanhuashanica Liu, 2020 — China
- Otacilia nigerus (Yin, 2012) — China
- Otacilia nonggang Liu, Xu, Xiao, Yin & Peng, 2019 — China
- Otacilia obesa Fu, Z. S. Zhang & F. Zhang, 2016 — China
- Otacilia onoi Deeleman-Reinhold, 2001 — Tailandia
- Otacilia ovata Fu, Zhang & Zhang, 2016 — China
- Otacilia ovoidea Liu, 2020 — China
- Otacilia palgongensis (Seo, 1988) — Rusia (Lejano Oriente), China, Corea
- Otacilia palmata Yao, Irfan & Peng, 2019 — China
- Otacilia papilion Fu, Zhang & Zhang, 2016 — China
- Otacilia papilla Dankittipakul & Singtripop, 2014 — Indonesia (Sumatra)
- Otacilia paracymbium Jäger & Wunderlich, 2012 — China
- Otacilia parva Deeleman-Reinhold, 2001 — Indonesia (Sumatra)
- Otacilia pennata (Yaginuma, 1967) — Rusia (sur de Siberia, Lejano Oriente), China, Corea, Japón
- Otacilia pseudostella Fu, Jin & Zhang, 2014 — China
- Otacilia pyriformis Fu, Zhang & Zhang, 2016 — China
- Otacilia qiqiensis (Yin, Ubick, Bao & Xu, 2004) — China
- Otacilia revoluta (Yin, Ubick, Bao & Xu, 2004) — China
- Otacilia rulinensis Yao, Irfan & Peng, 2019 — China
- Otacilia shanxi Mu & Zhang, 2021 — China
- Otacilia shenshanica Liu, 2020 — China
- Otacilia simianshan Zhou, Wang & Zhang, 2013 — China
- Otacilia sinifera Deeleman-Reinhold, 2001 — Tailandia
- Otacilia songi Wang, Chen, Zhou, Zhang & Zhang, 2015 — China
- Otacilia spiralis Mu & Zhang, 2021 — China
- Otacilia splendida (Song & Zheng, 1992) — China, Japón
- Otacilia squamaca (Yao, Irfan & Peng, 2019) — China
- Otacilia stella Kamura, 2005 — Japón
- Otacilia subannula (Fu, Chen & Zhang, 2016) — China
- Otacilia subfabiformis Liu, 2020 — China
- Otacilia subliupan Wang, Chen, Zhou, Zhang & Zhang, 2015 — China
- Otacilia submicrostoma Jin, Fu, Yin & Zhang, 2016 — China
- Otacilia subnigerus (Fu, Chen & Zhang, 2016) — China
- Otacilia subovoidea Liu, 2020 — China
- Otacilia taiwanica (Hayashi & Yoshida, 1993) — China, Taiwán, Japón
- Otacilia taoyuan (Fu, Chen & Zhang, 2016) — China
- Otacilia truncata Dankittipakul & Singtripop, 2014 — Tailandia
- Otacilia valida (Fu, Chen & Zhang, 2016) — China
- Otacilia vangvieng Jäger & Wunderlich, 2012 — Laos
- Otacilia vulpes (Kamura, 2001) — Japón
- Otacilia wanshou (Yin, 2012) — China
- Otacilia wugongshanica Liu, 2020 — China
- Otacilia wuli Mu & Zhang, 2021 — China
- Otacilia xiaoxiica Liu, 2020 — China
- Otacilia xingdoushanensis Yao, Irfan & Peng, 2019 — China
- Otacilia yangi Zhang, Fu & Zhu, 2009 — China
- Otacilia yangmingensis Jin, Fu, Yin & Zhang, 2016 — China
- Otacilia yinae Liu, Xu, Xiao, Yin & Peng, 2019 — China
- Otacilia yusishanica Liu, 2020 — China
- Otacilia zaoshiica Liu, 2020 — China
- Otacilia zebra Deeleman-Reinhold, 2001 — Tailandia
- Otacilia zhangi Fu, Jin & Zhang, 2014 — China
- Otacilia zhouyun (Wang, Chen, Zhou, Zhang & Zhang, 2015) — China
- Otacilia ziyaoshanica Liu, 2020 — China
- Otacilia zongxu (Wang, Zhang & Zhang, 2012) — China